# Wojciech Świętosławski (minister)
Wojciech Alojzy Świętosławski (ur. 21 czerwca 1881 w Kiryjówce guberni wołyńskiej, zm. 29 kwietnia 1968 w Warszawie) – polski fizykochemik, profesor Uniwersytetu Warszawskiego i Politechniki Warszawskiej (której w latach 1928–1929 był rektorem), senator RP, minister wyznań religijnych i oświecenia publicznego.

## Dzieciństwo i kariera pod zaborami
Urodził się 21 czerwca 1881 r. w Kiryjówce na Wołyniu – majątku rodzinnym Wacława i Anieli z Rogozińskich. Lata szkolne i akademickie spędził w Kijowie, gdzie w 1899 r. ukończył gimnazjum klasyczne, a w 1906 r. otrzymał dyplom inżyniera technologa na Wydziale Chemicznym Politechniki Kijowskiej. Podczas studiów należał do postępowej Korporacji Studentów Polaków, w 1907 r. podczas odbywania służby wojskowej był współredaktorem polskiego tygodnika „Świat”. Po krótkim pobycie na zachodzie wrócił do Kijowa i w latach 1908–1910 był asystentem Politechniki w Kijowie.
W 1908 r. w „Roczniku Polskim” wydrukowano jego pierwszą publikację naukową: Termochemiczna analiza związków organicznych. W 1909 r. poślubił Marię z Olszewskich (1881–1959), a w 1910 r. urodziła im się córka Janina.
W latach 1911–1918 kierował Laboratorium Termochemicznym im. Ługinina na Uniwersytecie Moskiewskim, gdzie od 1913 r. pracował jako docent. W 1917 r. przedłożył swoją pracę magisterską pt. Związki dwuazowe, gdzie podał teorię budowy związków dwuazowych i oksymów. Ze względu na swoją doniosłość praca została przyjęta jako doktorska.
Dalsze badania Świętosławskiego obejmowały udoskonalenie spalania w bombie kalorymetrycznej, budowę nowego kalorymetru adiabatycznego i badania nad węglowodorami aromatycznymi, kwasem azotowym, nitrozwiązkami, aminami oraz związkami zawierającymi siarkę i fluorowce.

## Powrót do kraju
W 1918 r., po odzyskaniu niepodległości przez Polskę, wrócił do kraju. Porzucił swoje laboratorium w Moskwie i zajął się organizacją powrotu wysoko wykwalifikowanych emigrantów. W 1919 r. został powołany na stanowisko profesora zwyczajnego chemii fizycznej Politechniki Warszawskiej i powrócił do badań naukowych. Opracował m.in. nowa metodę oznaczania ciepła parowania, skonstruował kalorymetr adiabatyczny, kierował pracami nad oznaczeniem ciepeł właściwych cieczy.
W 1920 r., na Konferencji Międzynarodowej Unii Chemicznej w Rzymie, zgłosił wniosek o przyjęcie kwasu benzoesowego jako międzynarodowego wzorca do cechowania bomby kalorymetrycznej. W 1922 r. wniosek ten został przyjęty, a Wojciech Świętosławski stanął na czele Komisji Danych Termochemicznych, koordynującej prace nad oznaczaniem ciepeł spalania.
W tym czasie rozwinął też nowy kierunek badań kalorymetrycznych, tzw. mikrokalorymetrię. Skonstruował mikrokalorymetry pracujące w warunkach izotermicznych i adiabatycznych oraz mikrokalorymetry oparte na zasadzie częściowej wymiany ciepła z otoczeniem, dzięki czemu stało się możliwe wyznaczenie dotychczas niemierzalnych wartości ciepła promieniowania blendy uranowej, ciepła absorpcji promieni przenikliwych, ciepła hydratacji cementów.
Nieco później rozpoczął prace nad metodyką pomiaru prężności par i temperatur wrzenia. Skonstruował ebuliometr i ebuliometr różnicowy. Przyrządy te znalazły zastosowanie do oznaczania czystości substancji ciekłych i zapoczątkowały nowe dziedziny nauki: azeotropię i poliazeotropię. Poza tym zajmował się układami dwufazowymi, wynalazł przyrząd do obserwacji zjawisk krytycznych i udoskonalił metodę Meyera oznaczania mas cząsteczkowych.
W 1928 r. został powołany na stanowisko wiceprezesa Międzynarodowej Unii Chemicznej, w 1934 r. na prezesa Komisji Danych Fizykochemicznych, w 1938 r. na przewodniczącego Międzynarodowej Komisji Wzorców Fizykochemicznych. Jednocześnie był dziekanem i rektorem na Politechnice Warszawskiej, w latach 1925–1926 pełnił funkcję prezesa Polskiego Towarzystwa Chemicznego. Był redaktorem „Roczników Chemii”, członkiem Towarzystwa Naukowego Warszawskiego (od 1922 r.), Polskiej Akademii Umiejętności (od 1923 r., w latach 1934–1946 wiceprezes), Akademii Nauk Technicznych (od 1923 r.). W roku 1933 został członkiem Tymczasowego Komitetu Doradczo-Naukowego.
Od 12 października 1935 do 15 maja 1936 był ministrem wyznań religijnych i oświecenia publicznego w rządzie Mariana Zyndrama-Kościałkowskiego i od 16 października 1936 do 30 września 1939 w rządzie Felicjana Sławoja Składkowskiego. W 1937 r. dopuścił wprowadzenie getta ławkowego dla studentów żydowskich w polskich uczelniach wyższych, akceptując tzw. paragraf aryjski w statutach stowarzyszeń studenckich.
W latach 1935–1939 zasiadał również w Senacie RP, powołany przez prezydenta. W tym czasie opracował pierwszy czterotomowy podręcznik Chemia fizyczna.

## II wojna światowa
Po wybuchu II wojny światowej wyjechał do Stanów Zjednoczonych, gdzie przebywał do jej końca. Kolejno został profesorem na uniwersytecie w Pittsburghu, wykładowcą termochemii, ebuliometrii i fizykochemii węgla kamiennego w Iowa, otrzymał godność Senior Fellow w Instytucie Badań Przemysłowych Mellona w Pittsburghu. Wynalazł kriometr znajdujący zastosowanie do oznaczania stopnia czystości substancji, dzięki któremu Polska w 1961 r. uzyskała pierwsze miejsce w Międzynarodowym Konkursie Komisji Danych Fizykochemicznych – koszt oznaczenia stopnia czystości metodą Świętosławskiego wyniósł około 10 dolarów, gdy w tym czasie badanie takie kosztowało około 50 000 dolarów. W okresie wojny wydał 3 monografie polskiej nauki w języku angielskim, przyczyniając się do jej propagowania.

## Po II wojnie światowej

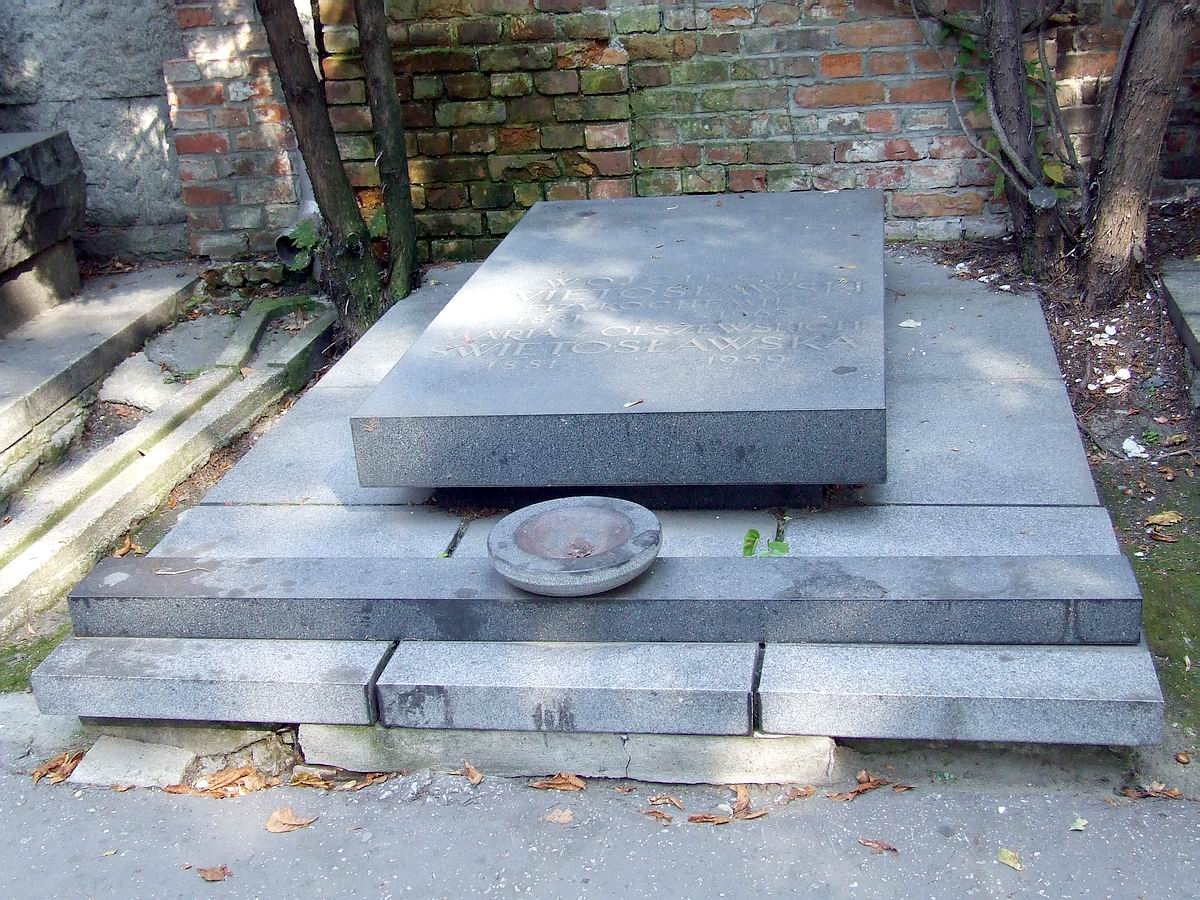
Grób Wojciecha Świętosławskiego na warszawskich Powązkach

W listopadzie 1946 r. wrócił do Polski, gdzie stworzył od podstaw Katedrę Chemii Fizycznej na Uniwersytecie Warszawskim i został kierownikiem Katedry Chemii Fizycznej Stosowanej na Politechnice Warszawskiej, gdzie prowadził zajęcia z fizykochemii węgla kamiennego. Został też kierownikiem Działu Fizykochemicznego w Instytucie Chemii Ogólnej, który później został przekształcony w Instytut Chemii Fizycznej PAN.
Z chwilą powołania do życia Polskiej Akademii Nauk został twórcą i kierownikiem zorganizowanego przez siebie Zakładu Fizykochemii Podstawowych Surowców Organicznych. Podjął dalsze badania naukowe. Napisał monografie: Metody oczyszczania i rozdzielania substancji (1950), Fizykochemia węgla kamiennego i procesów koksowania (1953) i Fizykochemia przerobu smoły węglowej (1955). Oprócz tego był autorem przemysłowych metod uzyskiwania niektórych związków ze smoły węglowej.
Profesor pracował do 1960 r. z krótką przerwą na ciężką chorobę serca, kiedy to w wieku 79 lat przeszedł na emeryturę, nie tracąc kontaktu z Instytutem Chemii Fizycznej PAN.
Zmarł w Warszawie. Został pochowany 4 maja 1968 na cmentarzu Powązkowskim (Aleja Zasłużonych-1-70,71). W pogrzebie uczestniczyli m. in.: wiceministrowie oświaty i szkolnictwa wyższego prof. Włodzimierz Michajłow i Roman Mistewicz, wiceminister przemysłu chemicznego Stanisław Miernik, wiceprezes PAN prof. Kazimierz Kuratowski oraz przedstawiciele ośrodków akademickich z całego kraju.

## Dorobek naukowy i nagrody
Dorobek naukowy profesora to ponad 500 publikacji naukowych, 11 monografii i wiele patentów.
Był wielokrotnie nominowany do nagrody Nobla w dziedzinie chemii (1936, 1950, 1957, 1958, 1960 i 1962). Był laureatem Państwowej Nagrody Naukowej I i II stopnia, Nagrody Naukowej m.st. Warszawy. Otrzymał najwyższe odznaczenie naukowe carskiej Rosji – medal imienia Mendelejewa. Odznaczony w 1964 r. Złotym Medalem Lavoisiera (przez Francuskie Towarzystwo Chemii Przemysłowej), w 1967 r. Medalem Hanusa (przez Czechosłowackie Towarzystwo Chemiczne) oraz wieloma innymi.
Został doktorem honoris causa 8 uczelni krajowych, m.in. w 1960 r. Uniwersytetu Jagiellońskiego i Politechniki Łódzkiej, i w 1961 r. Politechniki Warszawskiej,  a także Uniwersytetu Moskiewskiego (1968). oraz członkiem rzeczywistym PAU i PAN.

## Ordery i odznaczenia
- Order Sztandaru Pracy I klasy (19 lipca 1955)[17][13]
- Krzyż Komandorski z Gwiazdą Orderu Odrodzenia Polski (16 lipca 1954)[18][13]
- Krzyż Komandorski z Gwiazdą Orderu Odrodzenia Polski  (10 listopada 1928)[19][20]
- Krzyż Komandorski Orderu Odrodzenia Polski (7 listopada 1925)[21][13][12]
- Medal Dziesięciolecia Odzyskanej Niepodległości (1928)[12]
- Krzyż Wielki Orderu Gwiazdy Polarnej (Szwecja, 1936)[22][12]
- Krzyż Komandorski z Gwiazdą Orderu Białej Róży Finlandii (Finlandia)[13]
- Krzyż Komandorski z Gwiazdą Orderu Korony Rumunii (Rumunia)[13]
- Krzyż Komandorski z Gwiazdą Orderu św. Stefana (Węgry)[13]
- Krzyż Komandorski z Gwiazdą Orderu Republiki Hiszpańskiej (Hiszpania, 1934)[13]

## Upamiętnienie
- Stowarzyszenie Inżynierów i Techników Przemysłu Chemicznego nadaje Medal im. Prof. Wojciecha Świętosławskiego[23].

- W Warszawie znajduje się ulica nosząca jego imię[24].

- W 2013 roku w Kijowie odsłonięto pomnik, upamiętniający Świętosławskiego[25].